# 村山実
村山 実（むらやま みのる、1936年12月10日 - 1998年8月22日）は、兵庫県尼崎市出身（神戸市北区生まれ）のプロ野球選手（投手）・コーチ・監督、解説者。

## 概要
阪神タイガースでは投手として2度のリーグ優勝に貢献。個人ではNPBで合計15個のタイトル（8個）
・主要表彰（7個）を獲得している。
闘志むき出しで全身を使った「ザトペック投法」で知られている。
史上9人目、戦後唯一のシーズン防御率0点台（0.98）を達成したほか、通算WHIPのNPB記録（0.95）、通算防御率のセ・リーグ記録（2.09）も持つ。歴代最多タイ記録となる史上3人目の沢村栄治賞を3度受賞しており、「二代目ミスタータイガース」とも呼ばれている。
なお、1959年に記録したシーズンWHIP 0.7483は長らくセ・リーグ（2リーグ制以降のNPB）記録となっていたが、2023年に村山と同じく兵庫県出身のタイガースの投手である村上頌樹（0.741を記録）によって破られた。

## 経歴

### タイガースと相思相愛

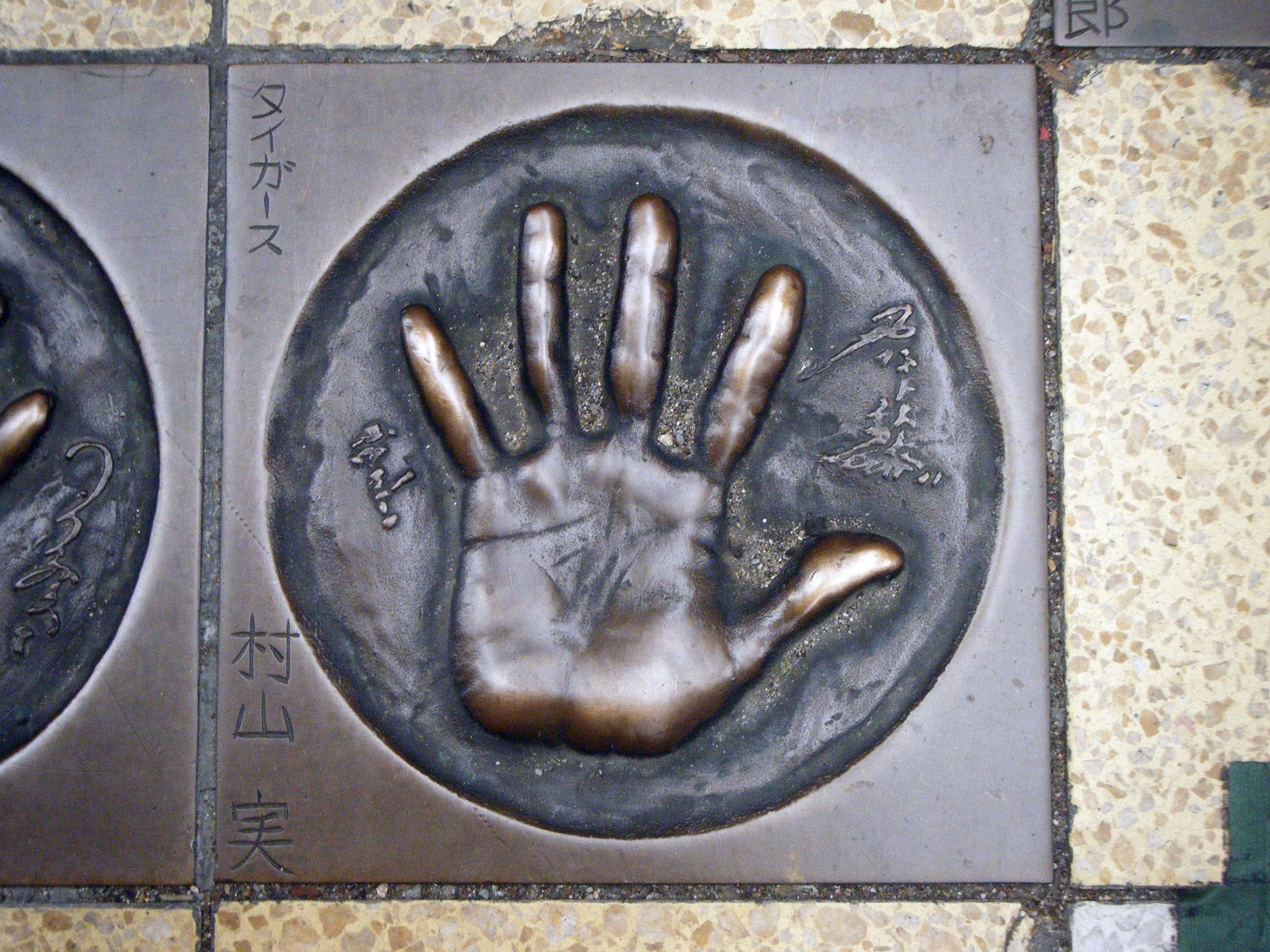
村山実の手形。1982年に尼崎中央・三和・出屋敷商店街の交差点路面に埋め込まれた

神戸で生まれるが、父親の転勤によってすぐに尼崎に引っ越し、そこで育つ。小学生の頃から野球を始め、憧れていた投手を志望するが、身長が低いためにやらせてもらえず内野手となる。住友学園中学校に進学し、正式に野球部に入部するが、この時は二塁手であった。
住友工業高校に進学し、ここでも野球部に入部する。入部した当初は野球部に監督は不在でOBが時々指導に来る程度であったが、国語の教諭の友人で自動車関連の会社員である藤田祐良が3年間の期限付きで監督に就任する。藤田は監督就任後しばらくチームを見回した後、村山の地肩の強さと負けん気の強さを評価し、投手への転向を命じる。2年次の1953年にある練習試合で打ち込まれ、その試合後に藤田から「お前の手のひらは大きい。つまり指が長い。だから、ボールを指に挟んで投げる練習をしてみろ」と命じられる。これがフォークボールであった。同年からはエースとなり、秋季近畿大会県予選では準々決勝へ進むが、島田幸雄を擁する兵庫工業に敗退した。3年次の1954年の春季近畿大会では準決勝に進むが、片岡宏雄・坂崎一彦らを擁する浪華商業に、同年夏も準々決勝で明石高校にそれぞれ敗れ、甲子園出場は果たせなかった。
村山は高校卒業後の進路に大学進学を希望し、野球部の同僚が立教大学のセレクションを受験することになり、村山も東京六大学でのプレーを夢見て立教進学を希望。同僚と一緒に大阪梅田の大ビルにて立教OBの面接を受けることになったが、村山はその場で身長が低いことと体が華奢であることを理由にセレクションへの推薦を受けることができなかった。
母親の「できるだけ、近くにいてほしい」との懇願と、関西大学の学生で応援団長であった次兄・弘の勧めで、1955年に関西大学商学部商学科へ進学した。同級生に海南高校出身で捕手の上田利治がおり、上田とバッテリーを組むことになる。1年次の同年はグラウンドの草刈りと水撒きといった下積みに明け暮れたが、2年次の1956年に左右のエースであった法元英明と中西勝己が退部してプロ入りしたため、村山はエースに抜擢される。関西六大学野球リーグでは同年春季リーグで優勝し、直後に神宮での第5回全日本大学野球選手権大会に出場。村山は全試合に先発して完投し、準決勝で木村保投手、森徹擁する早稲田大学を6-1で破り、日本大学との決勝戦でも島津四郎に2-1で投げ勝ち、西日本の大学として初優勝を遂げた。1球ごとに全力投球し、苦しそうな表情を浮かべながらも完投する投球する姿から、新聞では「ザトペック投法」との見出しをつけられた。
大学選手権大会での活躍でプロ野球界から注目を集め、ほぼ全12球団から卒業後の入団を勧誘されたが、3年次の1957年に右肩に激痛が走る。投球はもちろんのこと、箸を持ったり歯を磨くことすらできないほどの重症であった。村山は熱心に誘われていた巨人に対して人づてに、トレーナーに診てもらえないか打診するも、プロアマ規定に抵触することを理由に断られる。ここで、関大OBで当時大阪タイガースの球団社長でもあった田中義一から厚生年金病院を紹介され、治療に通うことになる。右肩痛によってプロのスカウトは村山から手を引くが、タイガースの田中だけは「キミにタイガースに来てほしいからなんてケチな根性は持っとらんよ。安心していろ。キミが心配な一先輩なだけだ」と村山に対し親身になって対応した。村山は感激し、もし右肩痛が治ればタイガースへ入団すると決意する。4年次の1958年に右肩の痛みの原因は右脇の下にできていた軟骨のためと判明し、除去手術によって治癒。この年の関西六大学野球リーグでは春・秋季連覇を果たす。しかし、同年の第7回全日本大学野球選手権大会は、前年1957年の第6回全日本大学野球選手権大会で、長嶋茂雄・本屋敷錦吾・杉浦忠ら「立教3羽烏」 が最上級生にいた立大に準決勝で3-5で敗れたのに引き続き、またしても準決勝で因縁の相手立大に4-9で敗退した。
卒業に際して、プロ球団の間で再び争奪戦が起き、巨人は契約金2,000万円を提示したが、村山はその4分の1である500万円を提示した大阪タイガースへの入団を決定する。リハビリ中に親身になって応対してくれた田中への恩義と、右肩痛に見舞われた経験からプロで長い間プレーする自信がなく、条件提示の中に「阪神電鉄からタイガースへの出向社員とする」との辞令に魅力を感じたためである。

### ライバル・長嶋茂雄
入団にあたって、背番号は空き番号の中から「11番」を選ぶ。以前、11番を付けていた三船正俊は肩や肘などの故障が多かったことから、周囲から反対を受けたという。
1年目の1959年は3月2日の巨人戦（オープン戦、甲子園）でプロ初登板・初先発を果たすが、この日は初代「ミスタータイガース」藤村富美男の引退試合当日で、当初は前日に村山のプロ初登板が予定されていたが雨天中止となり、翌日の引退試合と重なったものである。この日は月曜日であったが3万人の観衆を集め、村山は2回を投げて打者7人に対して被安打1で無失点に抑えた。開幕後は4月14日の国鉄戦（甲子園）で公式戦初登板・初先発を果たし、先頭の町田行彦の頭部にいきなり死球を与えるが、金田正一と投げ合って6回まで無安打に抑え、2安打完封勝利という華々しいデビューとなった。この試合を皮切りに先発ローテーションに加わり、最終的に18勝（10敗）防御率1.19の活躍で最優秀防御率のタイトルを獲得。新人ながら沢村賞も受賞したが、新人王は同年に新人新記録となる31本塁打を放ち、本塁打王のタイトルを獲得した桑田武に譲った。新人で沢村賞を受賞しながら新人王に選ばれなかった投手は2021年現在も村山ただ一人、防御率1.188での沢村賞受賞は最小記録。
同年5月21日の巨人戦（甲子園）では9回を無安打14奪三振に抑えて完投しながら、三宅秀史と自身の失策によって2失点を喫し、珍しい「ノーヒットアリラン」で完投勝利を飾る。また、同年6月25日の天覧試合（巨人戦、後楽園）では先発した小山正明を救援したが、長嶋茂雄に左翼ポール際のサヨナラ本塁打を浴びる。この判定は微妙であったため、村山は生涯「あれはファールだった」と述べている。なお、阪神サイドは本塁打と認めたものの村山の発言を否定するわけにもいかず、1番遊撃で出場した吉田義男は「冗談かと思ったが、彼は真剣だった」と述べた。この試合によって「村山対長嶋」のライバル関係が出来上がり、村山は通算1500奪三振（1966年6月8日）、通算2000奪三振（1969年8月1日）をいずれも長嶋から狙って奪っている。長嶋へのこだわりは村山の私生活にも現れ、初めて購入した自宅の電話番号の下4桁が「3279」（さん・に・な・く、「（長嶋の背番号である）3に泣く」）と読める語呂合わせになっていることに気付いた村山が強く変更を望んだという。当時は電話を家庭に引くだけでも大変であった時代のため、しばらくはこの番号を用いていたという。長嶋とは現役時代こそ口を利かなかったが、引退後は意気投合してお互いに「チョーさん」「ムラさん」と呼び合う仲になった。
2年目の1960年は、開幕直後の4月に急性胃腸炎で倒れるなど調子が上向かず、8勝15敗と低調な成績に終わった。

### フォークの完成
1960年を不本意な成績で終えたことから、村山はストレート・フォークの縦の変化より、横の変化をもっと覚えなくてはと考える。しかし、スランプに陥った時こそ、自分の武器を振り返って点検するべきと思い直し、フォークに磨きをかける。手垢で真っ黒になるまで一日中ボールを握りしめ続け、さらには、より深くボールを握るために、人差し指と中指の間の水かきの部分に小刀で切れ目を入れようとして思いとどまったこともあったという。これら努力の結果、フォークボールも「思うところに投げられるように」なるなど精度が向上。3年目の1961年には復調して、24勝（13敗）防御率2.26（リーグ6位）を挙げ、初めての20勝投手となった。
1962年に前年途中から指揮を執っていた藤本定義が正式に監督に就任すると、村山・小山の両者に一定の間隔を空けて登板させるローテーションを組む。同年は長嶋が不調で打率が3割を切るなど巨人が早々に優勝争いから脱落し、終盤の優勝争いは大洋との一騎打ちとなる。村山自身はオールスター前まで16勝（7敗）防御率1.04と快調に飛ばすも、7月初旬に腱鞘炎を患ってオールスターゲームを欠場。しかし、オールスター明けの7月28日の対巨人戦で5安打完封勝利したことから、マスコミから仮病とも書き立てられた。その後も、右腕の痛みをおして投げ続け、25勝（14敗）防御率1.20とエースの名に恥じぬ活躍で、阪神の二リーグ分立後初優勝に大きく貢献した。最優秀防御率を獲得したほか、ベストナイン、自身唯一となる最高殊勲選手（MVP）も受賞した。このシーズンについて村山は「ストライクゾーンからボールになるフォークが完成した年｣と振り返っている。東映との日本シリーズでは第2戦で吉田勝豊に安打を打たれるまで8回一死まで一人の走者も出さずにあわや完全試合の快投、シリーズタイ記録となる6試合に登板して2勝（2敗）を挙げるなど大車輪の活躍をするが、第7戦で西園寺昭夫に決勝本塁打を浴びて敗退した。
同年はデトロイト・タイガースが来日した日米野球でも活躍し、11月17日の第16戦（後楽園）では野村克也（南海）とバッテリーを組み、8回2死までノーヒットノーランに抑える快投を披露。終盤に2安打を喫して快挙は逃したが、無四球9奪三振の完封勝利を収めた。日米野球で日本人投手が完封勝利を収めたのは史上初の快挙で、プロ野球草創期にメジャー選抜相手に力投した沢村栄治にあやかって、新聞には「沢村二世」と書かれた。また、試合後にデトロイト・タイガースの監督であったボブ・シェフィングが村山と握手し、興奮気味に「来年はうちに来ないか?君と契約したい」とまくし立てた。英語が分からない村山は「サンキュー、サー」としか答えられず、後から何と言われたか通訳に教えられ、苦笑したという。
1963年になると腱鞘炎が悪化して握力が失われ、開幕から2連敗。4月20日の国鉄スワローズ戦で7回を11安打4失点と打ち込まれると、4月22日に検査の結果、内臓に異常があることがわかり、大事をとって大阪厚生年金病院に入院した。退院して投球練習を再開するも、今度は親指と中指に激痛が走ったことで再検査、5月13日に医師から無期限休養を告げられたことで再休養。このようにこの頃、災難が続いたことから登録名を「村山昌史」に改名（この年のみ）。6月9日の大洋ホエールズ戦から復帰し、6月16日の国鉄戦でようやく初勝利を挙げるが、その後も思うように投げられず、8月初旬まで2勝6敗と不調に喘いだ。8月10日の巨人戦で完封で3勝目を飾るが、翌11日の巨人戦では7回に救援登板した際、最初の打者である池沢義行に対して自信を持って投げた球を球審の国友正一に「ボール」と判定されたことに対して激怒し、「どこ見てるんや! ワシは一球一球、命かけて投げてるんや!」と激しく抗議した。村山は自信のある勝負球を「ボール」と判定された悔しさに涙がこぼれ、三塁ダグアウト前で慰める捕手・山本哲也の肩にすがって泣いたため、新聞に「村山、涙の抗議」と大写しの写真が掲載された。なお、村山の抗議は暴言と判断されて退場処分を受けたが、一人目の打者との対戦が完了しない状態での退場・交代であったため、「1人の打者との対戦が終わるまで投手は交代できない」という野球規則の例外記録となった。結局、シーズンでは勝ち星が半減して11勝（10敗）に終わり、規定投球回数にも達しなかった。
1964年には小山正明が山内一弘とのいわゆる「世紀のトレード」で東京オリオンズへ移籍したために村山への負担が増すと思われたが、杉下茂一軍ヘッド兼投手コーチによって徹底的に鍛え上げられたジーン・バッキーが29勝を挙げる活躍を見せて小山の穴を完全に埋め、負担が減った村山も復活を見せて22勝を挙げ、2度目のリーグ優勝に貢献する。しかし、南海との日本シリーズでは村山は3連敗を喫し、チームも3勝4敗で再び日本一を逃した。

### 相次ぐ負傷 - 選手兼任監督就任
1965年の開幕前のオープン戦の終盤にフリー打撃に登板した際に、手首に辻佳紀の打球の直撃を受けて手根骨を複雑骨折し、同年5月まで登板できない状態が続いた。負傷が癒えて二軍で練習していた際、投球すると手首が痛いので、痛みを抑えるためにサイドやスリークオーターから投げる。さらにそれでフォークを投げると、変わった変化をすることを発見。そのまま練習を続け、オーバースロー・スリークォーター・サイドスローの「三段投法」のいずれからでもフォークを投げることができるようになった。5月17日の巨人戦（甲子園）で復帰し、この試合では6回2失点で敗戦投手となる。その後は、三段投法を駆使して打者を翻弄、加えて開幕からしばらく休んだことで腱鞘炎も改善し、シーズンでは25勝（13敗）防御率1.96（リーグ2位）で最多勝と最多奪三振を記録したほか、ベストナインと沢村賞も受賞した。1966年にも24勝（9敗）防御率1.55（リーグ2位）を挙げて2年連続の沢村賞・ベストナイン・最多勝を獲得するが、3度目の沢村賞受賞は史上3人目の快挙であった。1965年（1.96・307回2/3）、1966年（1.55・290回1/3）と2年連続でリーグ最多投球回を投げた上で低防御率に抑えるが、いずれの年も投球回数が約半分の金田正一（1.84・141回2/3）、堀内恒夫（1.39・181回）に及ばず、2位に甘んじ最優秀防御率のタイトルを逃している。
1967年は4月を4連勝、防御率1.46と開幕当初は好調であった。しかし、5月に入ると右手の人差し指と中指が冷たく痺れたように感覚がなくなり、100球を越えると急激に握力が低下するようになる。5月31日の巨人戦に先発し3回を1安打に抑えるが、3回終了時に握力が全くなくなっていることに気づき、藤本監督に申し出て緊急降板。翌日、大阪厚生年金病院へ行くと右腕血行障害と診断され、指に負担がかかるフォークボールを投げることを禁じられてしまった。フォークが思うように使えないことで投球は不安定となり、シーズンでは13勝（9敗）防御率2.80（リーグ14位）に終わる。結局、この血行障害発症以降20勝を挙げることはできず、入れ替わるように頭角を現した江夏豊にエースの座を譲った。
1968年は開幕から調子が上がらず、加えて手根管症候群により右手首付け根の激痛に襲われ、6月初旬まで0勝5敗、防御率4.91と奮わなかった。6月5日の大洋戦で先発するも3回2失点で降板し、そのまま登録抹消される。6月末に復帰し、7月10日の大洋戦で7回2/3を5失点ながらシーズン初勝利を挙げると、約2ヶ月の間に11連勝を記録。最終的に15勝（8敗）を挙げ、防御率2.73はリーグ7位に付けた。
1969年に監督が後藤次男に交代すると、村山が投手コーチ兼任、吉田義男が守備コーチ兼任となる。この人事に対しては、次期監督レースとも取り沙汰された。どちらかといえば、本命・吉田－対抗・村山の雰囲気で、村山自身も順当な年功序列人事を踏まえると、吉田が監督になるべきと考えていたという。この年は12勝14敗ながら防御率2.01で3度目の防御率2位となる（1位は江夏で1.81）。同年シーズン中から阪神は次期監督として鶴岡一人の招聘に動いていたが、南海・野村克也、西鉄・稲尾和久が次々に監督に就任する青年監督の流れの中で頓挫。次期監督は吉田か村山に絞られ、年齢を踏まえると吉田、選手からの人気を踏まえると村山と、球団幹部の意見は分かれた。その分かれ方は、現役時代の吉田と村山を贔屓にしていた人たちがそのまま二つに割れたと言われる。村山はシーズンオフの東西対抗戦に出場した後、安芸の秋季キャンプに合流するが、キャンプでは吉田を中心に練習が行われており、やむなく村山は外野をランニングするなどぶらぶらしていた。吉田が監督に就任するなら、村山は辞めようと思っていたという。結局、キャンプで球団社長・戸沢一隆から監督要請があり、村山は即座に受託。32歳11ヶ月で選手兼任監督に就任した。村山は監督受託と同時に吉田の処遇を確認したが、戸沢は「任せておけ」と答えたため、村山自身は何もしなかったという。その後、吉田は現役引退してチームを去った。村山はヘッドコーチとして、大学時代にバッテリーを組んだ上田利治の招聘を望み、第三者を介した報酬の交渉（村山自身は出なかった）が長引いた後に決着したところ、戸沢が「ここまで長引いての入団はうまくいかないから」という不可解な理由で就任を取り消し、上田の入団は実現しなかった。
まず、村山はぬるま湯モードの一掃を図るため、1970年の春のキャンプ初日には全員に5ヶ条の選手心得「村山の5ヶ条のご誓文」を告げる。
1. 禁止娯楽･･･ボウリング・玉突き
2. 娯楽（麻雀等）は合宿・キャンプを通じて、時間・場所を決めて行う
3. 安芸キャンプでの朝の体操は8時15分海岸。朝食は9時
4. 休日前の門限はなし。但し、マネジャー・コーチに連絡する

注意：練習時間開始厳守。5分前にグラウンドに出る
注意：練習時間、遠征時の集合時間、門限の厳守。事情があり、欠場・遅刻する場合はマネジャーに連絡
注意：万一、届け出のない場合は、罰金5000円
同時に、中心選手に自覚を持たせることを目的として「幹部選手制度」を導入し、遠井吾郎・藤井栄治・安藤統夫・辻恭彦・山尾孝雄の5名を指定した。しかし、中には「患部」選手と皮肉られる選手もいたという。続いて、当時プロ野球界は黒い霧事件が表面化していたが、特に誘惑が多い若い選手を厳しく律するために球団と相談。3月下旬には合宿・虎風荘に球団職員を常駐させるとともに、「虎風荘通達」を出した。
1. 選手間の金銭貸借の禁止
2. 掃除・その他の当番制の実施
3. 資料室・娯楽室の使用について
4. 外部との電話の使用について
5. 門限厳守・連絡の徹底

これらの一連の規制について、世間から「村山戒厳令」と呼ばれた。選手からは子供扱いと反発されたが、球界が暴力団関係者との交際や黒い霧事件に包まれていた事情があった。5月に葛城隆雄がオートレース八百長事件で逮捕されると、6月には江夏が竹中組組長から腕時計を貰ったと報じられ、問題となった。村山は連盟の厳罰を避けようと先手を打ち、江夏を13日間謹慎させた。復帰後初先発となった7月4日の中日戦（甲子園）では試合開始時に村山は登板する江夏に付き添い、マウンド上で頭を下げた。8月26日の広島戦（甲子園）では田淵幸一が頭部死球を受けて死線をさまよい、江夏は心臓疾患でニトログリセリンが手放せなくなった。村山自身は以前とは打って変わって回転の異なるフォークボールを多投する技巧派投手として活躍し、同年7月7日の大洋戦で完封勝利を飾り通算200勝を達成する。投手としては14勝（3敗）を挙げ、最優秀防御率（0.98）と最高勝率（.824）を獲得、監督としては「ダイナミック・タイガース」のスローガンを掲げて終盤まで巨人と激しい優勝争いを展開し、勝率.611で首位・巨人と2ゲーム差の2位に入り、川上哲治監督をして「天晴れ」と言わしめた。この年に記録した防御率0.98は、規定投球回数以上での戦後唯一の防御率0点台である。
2年目の1971年は機動性のある攻撃力の育成をテーマにシーズンに臨む。しかし、開幕前に村山は持病の血行障害の定期検査を受けた神戸の田所病院で結核が判明。新聞発表は「胆嚢症」とごまかして登板を控え、ようやく5月9日になって大洋相手にシーズン初登板で完封勝利を挙げた。その後もチームが不振に喘ぐ中、十分に投げることができず、結局シーズンでは5位に沈む。村山の登板は19試合（先発10試合）と減って、これも批判の的となり、球団オーナーの野田誠三も、もっと登板するように指示する有様だった。村山は自分が登板する際にベンチで指揮を任せられる人材を求めるが、「OBに限る」との野田の意向に従って、村山は球団社長の戸沢一隆と話し合い、ヘッドコーチに元監督の金田正泰を招いた。

### 現役引退 - 背番号11へのこだわり
1972年の開幕から2勝6敗で迎えた4月21日の広島戦（甲子園）の試合前、村山は戸沢・金田・西山和良コーチの3名を集め「投手に専念したい」と決意を伝える。指揮は金田が代行することになるが、1週間眠れずに考えた投手陣立て直し策であった。スポーツニッポンの記者であった荒井忠は同年オフの総括原稿で、すでにキャンプ中から村山・金田の仲は別離へと向かっており、この指揮権返上で「波乱間違いなし」と踏んでいたと述べている。5月11日に5割復帰したところで金田は戸沢に「指揮権を戻したい」と申し出るも、チーム好調を理由に現状維持のままになると、以後も幾度か指揮権返還が検討されるも戸沢は却下し、金田は「監督代行」と呼ばれるようになった。本社専務の田中隆造が遠征先宿舎まで金田を呼び出す電話をかけてきており、指揮の継続を球団に押しつけていた。この状態の中で、水面下で村山監督派と金田代行監督派の間で派閥争いが進行し、7月の巨人戦では村山派とされる鎌田実コーチが金田の指揮に従わず、出場停止処分を受ける事態が発生している。この年4勝に留まっていた村山は、マジック1の巨人を迎えた10月7日の甲子園に「最後の花道」として自ら先発するが、ONにアベック弾を浴び、巨人のV8が決まった。阪神は金田が代行してから成績が上昇して2位に付ける。好成績については、金田の采配もさりながら、村山が監督を務めた2年間におけるそれまでになかった厳しい練習の積み重ねを評価すべきともいわれた。10月24日に戸沢は病に伏せっていた野田の自宅を訪ね、金田昇格の了承を得る。村山は本社から改めて専任選手となるか意向を確認されるが、引退を希望、11月2日に現役引退を発表し、背番号11は藤村富美男に次ぐ球団二人目の永久欠番となった。
1973年3月21日に行われた巨人戦（オープン戦、甲子園）で引退試合が行われ、7回に登板してから高田繁・末次利光・王貞治からフォークボールで三振を奪い、有終の美を飾る。村山がプロ初登板を果たしたのが前述のように藤村の引退試合であったが、奇しくも村山自身の引退試合も同じオープン戦での巨人戦ということとなった。なお、ライバル関係であった長嶋は、3日前の試合で受けた死球と扁桃腺のために出場せず、東京に戻っていた。すでにSSKの社員（スポーツ用品開発室長）として働いていた村山はマウンドから長く遠ざかっていたが、引退試合前の数日間には村山の知人から紹介された明星中学3年生の岡田彰布と肩慣らしのキャッチボールをしたほか、登板前には江夏ら投手陣が作った騎馬に乗って右翼側ブルペンから登場し、満場の拍手が送られた。村山は捕手の田淵幸一に「今日は全部フォーク。あとはコースだけ」と告げ、田淵は3人から三振を奪った後、「まだまだ現役でいけますよ。いまの球は最高でした」と声をかけた。マウンドに立った時点で村山の目は涙であふれ、田淵の言葉を聞いてさらに涙した。また、この試合では女優の浪花千栄子が試合後に挨拶し、「村山はん！ほんまにあんた、ようおきばりやしたなぁ。おおきに、おおきに」とねぎらいの言葉を贈った。
通算222勝は、大学卒の投手としては若林忠志（237勝）に次ぐ歴代2位で、阪神の投手勝利数の記録でも歴代2位、通算防御率2.09はセ・リーグ記録である。また通算WHIP0.95は以後も破られていない日本記録で、沢村賞3回受賞は歴代最多タイ記録であった。
村山の背番号11は、阪神タイガースの永久欠番となった。村山は背番号11を関西大学時代から着用しており、タイガースでもそれを貫いた形だったが、村山が入団するまで阪神の背番号11は不吉な番号とされ、着用した選手が故障を含めて何らかの形で不幸が襲っていたため、関西大学の先輩で自身も背番号11を着用したことがある御園生崇男から「自分が付けていた背番号15を譲るから、絶対に11は着用するな」と説得されたが、村山は「自分は昭和11年生まれなので、あくまでも11にこだわりたい」と拒否した。

### 野球解説者・一般会社員として
引退後は日本テレビ・よみうりテレビ・広島テレビ解説者（1973年 - 1987年）となり、その傍らで引退直後の1973年にエスエスケイへ入社。前述のように、タイガース入団時に阪神電鉄本社へ入社していたが結局、阪神グループに残ることは無かった。エスエスケイには1976年まで開発室長として勤務し、在籍当時の部下には沢田ユキオがおり、後に沢田が漫画家としてデビューするきっかけを作った。1978年7月24日には、金田正一を会長として日本プロ野球名球会が発足し、村山は入会条件を満たしていたために入会する。大学卒業選手で通算200勝以上を記録した会員は村山が史上初で、後に黒田博樹（日米通算203勝）がいるのみである。1984年オフに安藤統男監督の後任の候補として、吉田義男と共に挙がっていた。

### 阪神専任監督就任 - 選手起用の苦労
1987年の阪神は球団史上最低の勝率.331で9年ぶりの最下位に終わり、この責任を取って10月12日に吉田義男が監督を解任、2日後の同14日に村山の元へ監督就任が要請された。村山は泥にまみれ、ボロボロになると予感し、「8時間も役員会で会議した、その中に飛び込むのは怖い」と言った。岡崎義人球団社長は同日、東京・世田谷にいる田宮謙次郎に電話し、ヘッドコーチを要請。村山の意向はさておき、先に田宮就任が内定。結局はこれを受諾して監督に就任し、村山は16日に監督就任会見を行った。「ブチ、ユタカ、タイラも帰ってこい」とかつての弟分である江夏、田淵、藤田平に入閣を呼びかけたが、球団の意向もあり、どのコーチも実現しなかった。盟友の田淵とは急きょ上京し、深夜11時から東京プリンスホテルで会談。「トラ番も入ってくれ」と番記者同席で「昔の阪神ではない」「阪神を助けてほしい」と口説いたが、田淵は「他球団の要請なら喜んで受けるが、阪神の要請は断る」「村山タイガースなら受けるが」と固辞された。藤村富美男、不仲や確執も伝えられた吉田の自宅に挨拶し、背番号として自身の永久欠番である11を着用した。
同年11月に行われたファン感謝デーにおいて、就任直後の村山は「いま、チームは過渡期なので…」と若手を重点的に起用する方針を示し、その言葉通りにオープン戦から和田豊・大野久・中野佐資などの若手を積極的に起用していった。この3人は身長が170cm前後であったことから「少年隊」と名付け、村山自ら打撃投手として登板したが、この無茶が祟って股関節を痛め、人工関節手術を受けることとなった。
しかし、この起用方針は他の選手に受け入れられたとは言えないものとなった。田尾安志は「和田は後にモノになったが、大野と中野には負ける気がしなかった。そうやって未完成の選手を重用したから、オープン戦の成績は散々だった」と述べ、さらに「オープン戦の終盤、東京での試合の前にミーティングで、監督が『何とか、この苦境を打開したい』とベテランに意見を求めた。最初に指名された掛布は『監督の考えが選手に伝わりにくい感じがします』と話した。新聞を通じてしか監督の考えを知ることが出来ない状況を述べたものだった。次に柏原さんが『ベテランでも、悪かったら叱って下さい』と言い、3番目に意見を求められた私は『勝つための野球をしてほしいです』と答えたところ、場が静まり返った。それから監督は私をあまり使ってくれなくなった。（意見を述べる前に）『無礼講だ』と言うので思いを素直に言ったまでだったのだが…。ベテランで真っ先に二軍へ行かされ、『このまま一軍に上げないつもりではないか』と感じた。当時まだ34歳。そのまま不本意な形で引退に追い込まれてはたまったもんじゃない。『（監督が）村山さんの間は絶対にクビにはなるまい』と二軍で必死に頑張った。やっとの思いで一軍に復帰すると、その年だけで3本のサヨナラ本塁打。引退を免れ、監督が中村勝広さんに代わって2年目の1991年までユニフォームを着ることが出来た。反骨のエネルギーを胸に37歳までプレー出来たことを思えば、村山さんに感謝すべきかもしれない」と述懐している。また、岡田は「当時、阪神は前年が大惨敗だったので、村山監督はチームをガラリと変えようとしたのかもしれないが、話をした時はあそこまで激変させるとは思わんかった。最たるものが大野、和田、中野の『少年隊』だ。この3人をレギュラーに抜擢したのだが、ポジションを与えるならある程度の実力が無いと戦力として機能しない。一方で平田、佐野さんらの出番が減り、チーム内はいつもモヤモヤしていて、一つの方向に向かうという雰囲気では無かった。阪神は日本一になった1985年をピークにチーム力はガクッと落ちていたから、村山監督の2年間も6位、5位と低迷した」と述べている。さらに、嶋尾康史も村山監督の時代は「大変だった」と語り、「ブルペンに電話する前に投手交代がしょっちゅうありました」と述べたところ、投手コーチであった若生智男も「あったね。ブルペンに伝わってないことが…」と語っている。
1989年、一軍投手コーチであった上田次朗は「監督専任の第2次政権は、チームが弱い時期でした。監督は先発を早く交代させたがるので『もっと引っ張って下さい』とお願いするのですが、続投させて打たれると、これ見よがしにベンチの椅子を蹴飛ばすんですよ。やがて、試合開始と同時にリリーフ要員をブルペンに向かわせるようになりました。甲子園はブルペンが観客席の下にあるので（先発から見えないために）大丈夫ですが、広島や地方球場はグラウンドの中にあります。先発からは丸見えですから気持ちがいいはずがありません。意を決して『初回からリリーフを準備される（先発投手の）気持ちがわかりますか?』と抗議すると、『そりゃあ分かるけど、先発が信用できんからや。とにかく準備させといてくれ』でした。ある時は『（リリーフを）右も左も両方用意させとけ』と言われたので、『それは止めましょう。2番手にロングリリーフが出来る投手を作っておきますから』とお断りしました。現役時代に大投手だった監督でも、投手のやり繰りには苦労します」と述べている。
監督就任1年目の1988年は前述の「少年隊」を開幕から1、2、7番で使った。開幕4連敗の後に巨人戦（甲子園）で中野がプロ初打点の決勝打を含む3安打を放ち、初勝利となった。会見中「中野がよく打った……」と突然席を立ち、あふれる涙をぬぐった。5月3日から同5日に巨人戦（東京D）に3連勝して2位に浮上するが、この時が頂点であった。直後の6日には田宮が左足太腿肉離れでベンチを外れて治療に専念し、6月15日には村山との関係が悪化したこともあり、辞任にいたった。ランディ・バースも水頭症を患った長男への対応を巡って球団と対立し、シーズン途中の同27日に解雇された。メンバーの和田がレギュラーに定着したが、主砲の岡田が打率.267・23本塁打・72打点と平凡な成績に終わり、掛布も33歳の若さで引退。野田浩司は42試合に登板するも3勝13敗と大きく負け越すなど、優勝の中日に29.5ゲームの大差がつき、前年に引き続き2年連続勝率3割台での最下位に終わった。2年目となった1989年は開幕戦の広島戦を快勝でスタートするが、4月12日の巨人戦（阪神甲子園球場）から同19日の大洋戦（横浜）まで6連敗を喫するなど9試合で2勝7敗と大きく負け越し、最下位に低迷する。その後、6月に上位争いに加わるが、マット・キーオ・セシル・フィルダーら外国人頼みの投打からキーオ、仲田幸司が負傷離脱、池田親興・猪俣隆が期待外れに終わり、5位でシーズンを終えた。観客動員数も前年より10,6％減り、暗黒時代始まりの幕開けとなった。ドラフト会議においては古田敦也（立命館大学）の獲得を球団に進言したが、古田が眼鏡をかけているとして拒否されていたことをテレビ番組で話している。また、主力選手であった真弓明信は故郷の福岡ダイエーホークスへのトレードが決まりかけていたが、村山が自身のクビを賭けて全力で阻止した。
1989年6月25日の対読売ジャイアンツ戦（阪神甲子園球場）で、岡田がビル・ガリクソンから左翼ポール際へ劇的な逆転満塁本塁打を放って阪神が勝利するが、この日は前述の天覧試合からちょうど30年目で、同じ左翼ポール際への本塁打でスコアも5-4と裏返しとなり、しかも当時の巨人監督は天覧試合で完投勝利した藤田元司だったことから、岡田が村山の仇討ちを果たした形となった。村山は試合後、「今日は岡田に尽きるが、若いの（この日出場した若手の八木裕・亀山努・和田豊）がよくつないだ。天覧試合と同じ日?そりぁ嬉しい。気分が全然違うよ」とコメントした。同年シーズン終了後に監督を退任した。

### 退任後 - 晩年
1991年からは朝日放送（ABC）・サンテレビジョン野球解説者に就任し、1993年に野球殿堂入りを果たした。また、村山は現役時代から実業家の資質に長けており、中でも芦屋市のマンション（現存せず）を購入して自身の会社の本社にしたエピソードは大変有名であるが、その自宅マンションは阪神・淡路大震災で被災し、村山自身もしばらくは自家用車で寝泊まりする生活を強いられた。
1998年8月22日、直腸癌のため神戸市中央区の神戸大学医学部附属病院で死去、61歳没。神戸市内で行われた葬儀の後、村山の棺を乗せた霊柩車は、参列した大勢のファンの「六甲おろし」の大合唱に送られて斎場を後にした。
2004年8月、出身校である尼崎産業高等学校（旧・住友工業高校）に村山の投球フォームの銅像（モニュメント）が建てられた。このモニュメントは、卒業生が「後輩の励みになるように」と約1000万円の寄付金を募って校門近くに建立されたもので、高さは台座も含めて2.65ｍと、ほぼ村山の等身大に近い造型であった。ベースとなったのは1959年に後楽園球場で行われた天覧試合で長嶋茂雄を相手に投げている瞬間で、尼崎産業高校が2005年に尼崎市立尼崎東高等学校との統合が決定、2011年春に尼崎市立尼崎双星高等学校として新発足し、学校は移転した。移転後も銅像は敷地に残されたが、兵庫県は兵庫県立尼崎総合医療センターを学校跡地に建設することになり、2012年には病院完成後に敷地内に村山の銅像を設置することが決定。そして、2015年7月1日に開院した同医療センター正面玄関前の遊歩道に銅像が再設置された。

## 選手としての特徴
全身を使って喘ぎながら闘志むき出しで投げる姿は、「人間機関車」と称された陸上長距離選手のエミール・ザトペックの走法に譬えられ、「ザトペック投法」と呼ばれた。ほぼ同時期に活躍した小山正明は「10-0」でも「10-9」でも勝ちは勝ちというドライな性格だったのに対し、村山の場合は「10-0」で9回2死ランナー無しでも、全力投球するスタイルを貫いた。小山は村山に対して、「適当に力を抜いた方が負担がかからなくてよいのではないか」といった話をしたことがあったと述べている。このように、「プロとして勝利に拘る」意識が非常に高く、「勝てば官軍。そのためには少々卑怯なことをしたっていい」とインタビューで答えたこともある（『勇者のスタジアム・プロ野球好珍プレー』の村山実特集回より）が、実際には卑怯な真似は大嫌いで、終生のライバルだった長嶋は村山の死後、「一球たりともアンフェアな球（ビーンボール）は投げて来なかった」と回想している。長嶋との対戦は333打席を数えるが死球は0である。下の通算成績を見ても分かるように、これだけの回数を投げた投手としては死球が極めて少ないのも特筆すべき点である。
遊撃手の吉田義男によると、村山は捕手の山本哲也のサインとは逆の投球を時々行っていたという。サインを見て打球の方向を予測していた吉田が、村山が戻って来た際に「なんでや?」と聞くと「打者が山を張っているのがわかったので」と答えた。また吉田は「ピッチャーとしてあれほど強気でプラス思考はいなかった。味方の野手でもエラーしたら「なんでや！」と殺気立つぐらいの男でした。村山は「闘志を込める」タイプ。阪神史上で意識して三振が取れるピッチャーは村山と江夏でした。」と述べている。
投球フォームもオーバースロー・スリークォーター・サイドスローの三種投法で分けており、その3種類の投球フォームから放たれる勝負球のフォークボール「三段フォーク」は長年に渡って対戦打者を翻弄させた。オーバースローからのフォークならほとんど目を閉じていても思ったところに落とせたとされ、サイドスローからのそれは、揺れながら落ちると言われた。村山自身はプロ野球の投手としては、やや小柄であったが、手は大きく、手首から中指の先端までが約22cmあったとされている。一方で、フォークボールを多投する投手は投球が捕手の元でワンバウンドして暴投になりやすいが、村山は3000投球回以上でありながら僅か16個しかなく、シーズン全体で見ても1961年に4個記録したのを除けば全て2個以下、1959年・1965年に至ってはそれぞれ295回1/3、307回2/3を投げてどちらも暴投が無い。
杉浦忠が近鉄バファローズの投手コーチを務めていた頃、太田幸司が「村山さんを見習ってスピードをつけたい」とフォーム改造に取り組もうとすると、「村山のフォームは上半身の使い方が強引で、ある意味邪道。それでも見事に剛球を投げ分けた。形だけ真似してもぶっ壊れるだけだ」と諭して中止させている。なお、太田に対しては1969年のドラフト会議で村山がコーチ兼任選手となっていた阪神が1位指名を検討していたが、村山が上田二朗を強く推薦したことで上田を1位指名している。上田は「（村山は）自らに厳しく他人に優しい人でしたが、私に対しては両方。村山さんが完投勝利を挙げて一緒に帰宅した後、『ちょっと来い』と呼び出されたことがあります。（村山さんの）体中から汗が吹き出ているので『どうしたんですか?』と尋ねると、『シャドーピッチング。これが大事なんや』と。自分の姿を見て学べ、ということです。村山監督の第1次政権では9勝、1勝、9勝。4年目の1973年に自己最多の22勝を挙げることが出来たのは、村山さんのおかげだと思っています」と述べている。

### 村山のフォークボール
村山はフォークボールを多い時では1試合で30～40球は投げたと言われている。血行障害に苦しむ村山に代わって頭角を現した江夏豊は、現役引退後に行われた岡田彰布との対談で村山のフォークについて、「最盛期だと、フッと浮いて止まったような感じで、そこからストーンと落ちる。それが2～3年経ってくると浮く感じが無くなったんで、シュート回転とスライダー回転のフォークを投げ分けてきた」と語っている。
村山のフォークボールについては、日本初のフォークボーラーとされた杉下茂も認めており、「本物のフォークボールを投げたのは、私と村山、村田、野茂、佐々木だけだ」と語っている。また、後年スプリット・フィンガード・ファストボール（SFF）が新魔球としてブームとなった際、このボールの握りを一目見た村山は「なんだ、この球･･･、俺が20年前に使ってたヤツだぜ」と苦笑したという。
村山はフォークボールを多投した一方で暴投が少なく、1961年の4個を除いて、毎シーズン0～2個に抑えていた。フォークボールを相当に手の内に入れていたと評価されている。

## 影響
野球漫画『巨人の星』に登場する花形満は、村山がモデルである。『巨人の星』には村山もキャラクターとして登場している。
関西大学の後輩で、村山と同じく全日本大学野球選手権大会に主戦投手として優勝した山口高志（阪急ブレーブス）には「村山二世」の異名が付けられた。関西大学時代の山口は村山と同じ背番号11をつけていた。
1973年10月22日、勝者が同年度のセントラル・リーグ優勝となる阪神対巨人戦を、読売テレビ発の日本テレビ放送網系全国中継、0-9で巨人が勝利し9連覇を達成した試合を実況したが、暴徒化した阪神ファンが放送席に乱入して「タイガースOBのくせに読売テレビの解説なんかしやがって」と襲い掛かられた。

## 詳細情報

### 年度別投手成績
| 年 度      | 球 団      | 登 板 | 先 発 | 完 投 | 完 封 | 無 四 球 | 勝 利 | 敗 戦 | セ 丨 ブ | ホ 丨 ル ド | 勝 率 | 打 者 | 投 球 回 | 被 安 打 | 被 本 塁 打 | 与 四 球 | 敬 遠 | 与 死 球 | 奪 三 振 | 暴 投 | ボ 丨 ク | 失 点 | 自 責 点 | 防 御 率 | W H I P |
| ---------- | ---------- | ----- | ----- | ----- | ----- | -------- | ----- | ----- | -------- | ----------- | ----- | ----- | -------- | -------- | ----------- | -------- | ----- | -------- | -------- | ----- | -------- | ----- | -------- | -------- | ------- |
| 1959       | 大阪 阪神  | 54    | 26    | 19    | 7     | 2        | 18    | 10    | --       | --          | .643  | 1079  | 295.1    | 165      | 15          | 56       | 2     | 5        | 294      | 0     | 1        | 45    | 39       | 1.19     | 0.75    |
| 1960       | 大阪 阪神  | 36    | 18    | 7     | 1     | 0        | 8     | 15    | --       | --          | .348  | 665   | 167.2    | 116      | 12          | 48       | 7     | 3        | 153      | 2     | 0        | 62    | 47       | 2.52     | 0.98    |
| 1961       | 大阪 阪神  | 48    | 31    | 18    | 3     | 1        | 24    | 13    | --       | --          | .649  | 1148  | 293.0    | 238      | 16          | 62       | 9     | 7        | 221      | 4     | 1        | 81    | 74       | 2.27     | 1.02    |
| 1962       | 大阪 阪神  | 57    | 38    | 23    | 6     | 7        | 25    | 14    | --       | --          | .641  | 1386  | 366.1    | 261      | 17          | 55       | 8     | 5        | 265      | 1     | 0        | 62    | 49       | 1.20     | 0.86    |
| 1963       | 大阪 阪神  | 28    | 16    | 10    | 2     | 0        | 11    | 10    | --       | --          | .524  | 640   | 158.1    | 126      | 16          | 48       | 1     | 1        | 121      | 1     | 1        | 59    | 49       | 2.79     | 1.10    |
| 1964       | 大阪 阪神  | 46    | 33    | 17    | 5     | 2        | 22    | 18    | --       | --          | .550  | 1043  | 255.0    | 227      | 27          | 80       | 7     | 5        | 159      | 2     | 0        | 102   | 94       | 3.32     | 1.20    |
| 1965       | 大阪 阪神  | 39    | 37    | 26    | 11    | 4        | 25    | 13    | --       | --          | .658  | 1165  | 307.2    | 221      | 17          | 52       | 5     | 4        | 205      | 0     | 0        | 72    | 67       | 1.96     | 0.89    |
| 1966       | 大阪 阪神  | 38    | 32    | 24    | 8     | 9        | 24    | 9     | --       | --          | .727  | 1102  | 290.1    | 194      | 16          | 52       | 3     | 4        | 207      | 1     | 0        | 58    | 50       | 1.55     | 0.85    |
| 1967       | 大阪 阪神  | 30    | 25    | 9     | 3     | 2        | 13    | 9     | --       | --          | .591  | 709   | 180.1    | 141      | 20          | 42       | 3     | 1        | 126      | 2     | 0        | 62    | 56       | 2.79     | 1.01    |
| 1968       | 大阪 阪神  | 32    | 24    | 14    | 1     | 0        | 15    | 8     | --       | --          | .652  | 784   | 198.0    | 169      | 13          | 39       | 3     | 7        | 152      | 2     | 0        | 66    | 60       | 2.73     | 1.05    |
| 1969       | 大阪 阪神  | 35    | 26    | 11    | 1     | 2        | 12    | 14    | --       | --          | .462  | 842   | 214.2    | 180      | 19          | 38       | 2     | 7        | 160      | 0     | 0        | 58    | 48       | 2.01     | 1.02    |
| 1970       | 大阪 阪神  | 25    | 19    | 7     | 5     | 1        | 14    | 3     | --       | --          | .824  | 573   | 156.0    | 85       | 7           | 34       | 6     | 3        | 118      | 0     | 0        | 18    | 17       | 0.98     | 0.76    |
| 1971       | 大阪 阪神  | 19    | 10    | 4     | 2     | 1        | 7     | 5     | --       | --          | .583  | 325   | 83.0     | 70       | 6           | 15       | 1     | 3        | 45       | 0     | 0        | 26    | 25       | 2.71     | 1.02    |
| 1972       | 大阪 阪神  | 22    | 13    | 3     | 0     | 1        | 4     | 6     | --       | --          | .400  | 340   | 84.2     | 78       | 8           | 18       | 3     | 2        | 45       | 1     | 0        | 36    | 34       | 3.61     | 1.13    |
| 通算：14年 | 通算：14年 | 509   | 348   | 192   | 55    | 32       | 222   | 147   | --       | --          | .602  | 11801 | 3050.1   | 2271     | 209         | 639      | 60    | 57       | 2271     | 16    | 3        | 807   | 709      | 2.09     | 0.95    |

- 各年度の太字はリーグ最高、赤太字はNPB記録
- 大阪（大阪タイガース）は、1961年に阪神（阪神タイガース）に球団名を変更

### 通算打撃成績
940打数 165安打 1本塁打 51打点 .176

### 年度別監督成績
| 年 度     | 球 団     | 順 位     | 試 合 | 勝 利 | 敗 戦 | 引 分 | 勝 率 | ゲ ｜ ム 差                | 本 塁 打                   | 打 率                      | 防 御 率                   | 年 齡                      |
| --------- | --------- | --------- | ----- | ----- | ----- | ----- | ----- | -------------------------- | -------------------------- | -------------------------- | -------------------------- | -------------------------- |
| 1970      | 阪神      | 2位       | 130   | 77    | 49    | 4     | .611  | 2.0                        | 111                        | .245                       | 2.36                       | 34歳                       |
| 1971      | 阪神      | 5位       | 130   | 57    | 64    | 9     | .471  | 12.5                       | 101                        | .220                       | 2.76                       | 35歳                       |
| 1972      | 阪神      | 2位       | 130   | 71    | 56    | 3     | .559  | 3.5                        | 125                        | .239                       | 3.00                       | 36歳                       |
| 1988      | 阪神      | 6位       | 130   | 51    | 77    | 2     | .398  | 29.5                       | 82                         | .248                       | 3.82                       | 52歳                       |
| 1989      | 阪神      | 5位       | 130   | 54    | 75    | 1     | .419  | 30.5                       | 135                        | .257                       | 4.15                       | 53歳                       |
| 通算：5年 | 通算：5年 | 通算：5年 | 528   | 241   | 271   | 16    | .471  | Aクラス：2回、Bクラス：3回 | Aクラス：2回、Bクラス：3回 | Aクラス：2回、Bクラス：3回 | Aクラス：2回、Bクラス：3回 | Aクラス：2回、Bクラス：3回 |

※1 1970年から1996年までは130試合制。

※2 選手（投手）専念のため、1972年4月21日より指揮権返上（8試合2勝6敗、勝率.250）。監督代行は金田正泰。

※3 通算成績は、実際に指揮した試合。

### タイトル
- 最多勝利：2回 （1965年、1966年）※2年連続はセ・リーグ最長タイ記録（他は金田正一、権藤博、平松政次、江川卓、遠藤一彦、斎藤雅樹、山本昌、セス・グライシンガー、内海哲也、菅野智之、青柳晃洋）
- 最優秀防御率：3回 （1959年、1962年、1970年）※菅野智之に次ぐセ・リーグ2位タイ
- 最多奪三振：2回 （1965年、1966年） ※当時連盟表彰なし[注釈 18]
- 最高勝率：1回 （1970年）

### 表彰
- 沢村栄治賞：3回 （1959年、1965年、1966年） ※3回の受賞は歴代最多タイ記録（他は杉下茂、金田正一、斎藤雅樹、山本由伸）
- 最高殊勲選手（MVP）：1回 （1962年）
- ベストナイン：3回 （1962年、1965年、1966年）
- 野球殿堂競技者表彰 （1993年）

### 記録
初記録
- 初登板・初先発・初勝利・初完投勝利・初完封勝利：1959年4月14日、対国鉄スワローズ1回戦（阪神甲子園球場）
- 初奪三振：同上、1回表に箱田淳から

節目の記録
- 1000投球回：1962年8月11日、対読売ジャイアンツ15回戦（後楽園球場） ※史上95人目
- 1000奪三振：1963年8月28日、対中日ドラゴンズ18回戦（阪神甲子園球場）、6回表にジム・マーシャルから ※史上26人目
- 100勝：1964年6月13日、対国鉄スワローズ12回戦（阪神甲子園球場）、12回表1死に6番手で救援登板・完了、2/3回無失点 ※史上37人目
- 1500投球回：1964年8月16日、対読売ジャイアンツ24回戦（後楽園球場） ※史上54人目
- 1500奪三振：1966年6月8日、対読売ジャイアンツ7回戦（阪神甲子園球場）、6回表に長嶋茂雄から ※史上15人目
- 2000投球回：1966年7月5日、対読売ジャイアンツ13回戦（阪神甲子園球場） ※史上31人目
- 150勝：1966年7月17日、対大洋ホエールズ17回戦（阪神甲子園球場）、9回1失点完投勝利 ※史上21人目
- 2500投球回：1968年10月6日、対大洋ホエールズ27回戦（阪神甲子園球場）　※史上20人目
- 2000奪三振：1969年8月1日、対読売ジャイアンツ14回戦（阪神甲子園球場）、1回表に長嶋茂雄から ※史上7人目
- 200勝：1970年7月7日、対大洋ホエールズ11回戦（阪神甲子園球場）、9回無失点完封勝利 ※史上14人目
- 3000投球回：1972年5月18日、対広島東洋カープ7回戦（阪神甲子園球場） ※史上13人目
- 500試合登板：1972年6月24日、対大洋ホエールズ12回戦（川崎球場）、先発登板で4回1/3を5失点 ※史上27人目

その他の記録
- 通算WHIP 0.95 （通算2000投球回以上、日本記録[80]）
- 通算防御率 2.09 （通算2000投球回以上、セ・リーグ記録）
- シーズン防御率 0.98 （規定投球回以上、1970年、セ・リーグ記録[注釈 19]）
  - 1959年の防御率1.19も規定投球回以上でのセ・リーグ新人記録
- シーズンWHIP 0.748 （規定投球回以上、1959年、セ・リーグおよび2リーグ制以降のNPB新人記録[80]）
- 月間防御率0.00（30投球回以上）：1970年10月 ※2リーグ制以降史上2人目[81]
- 通算スワローズ（国鉄、サンケイ、アトムズ、ヤクルト）戦の最多勝利数 54勝（21敗）
- オールスターゲーム出場 8回 （ファン投票選出：1962年[注釈 20]、1964年、1966年／監督推薦：1959年、1960年、1961年、1965年、1967年、1969年）

### 背番号
- 11 （1959年 - 1972年、1988年 - 1989年） ※永久欠番

### 登録名
- 村山 実 （むらやま みのる、1959年 - 1963年5月21日、1964年 - ）
- 村山 昌史 （むらやま まさし、1963年5月22日 - 同年終了）

## 関連情報

### 出演番組
日本テレビ・よみうりテレビ・広島テレビ時代
- 日本テレビ系列放送プロ野球中継[注釈 22]

朝日放送時代
- ABCフレッシュアップナイター （ラジオ）
- ゴールデンナイター／パワーアップナイター／ABCプロ野球中継 （テレビ）[注釈 23]
- サンテレビボックス席 （サンテレビ）[注釈 24]

### 著書
- 『背番号11への訣別－ミスター・タイガースの告白』恒文社、1973年
- 『きみも名投手になれる』ベストセラーズ、1979年
- 『仕事やるならプロとなれ－意地を貫く実戦人間論』サンケイ出版、1983年
- 『君もヒーローになりたくないか』東都書房、1985年 ※1988年に講談社文庫に収録
- 『炎のエース－ザトペック投法の栄光』ベースボール・マガジン社、1993年

### 関連楽曲
- 「昭和名勝負 〜炎の村山実篇〜」作詞：吉岡治、作曲：岡千秋、編曲：船山基紀、歌：石川さゆり、1999年4月7日発売
  - もともとは1999年4月、大阪新歌舞伎座で行った石川のリサイタルのために制作された楽曲[82]（同公演はDVD化もされている）。
  - 大阪有線放送社（現：USEN）の大阪地区での有線リクエストランキングで最高12位[82]、ポニーキャニオン調べで同年8月までに約5万枚[82]を売り上げた。